# West Haddlesey
West Haddlesey is een civil parish in het bestuurlijke gebied Selby, in het Engelse graafschap North Yorkshire. In 2001 telde het dorp 176 inwoners.